# Сан Ђорђо (Комо)
Сан Ђорђо је насеље у Италији у округу Комо, региону Ломбардија.
Према процени из 2011. у насељу је живело 40 становника. Насеље се налази на надморској висини од 434 м.